# Barrage d'Émosson
Barrage d'Émosson är en dammbyggnad i Schweiz.   Den ligger i distriktet Saint-Maurice och kantonen Valais, i den sydvästra delen av landet, 110 km söder om huvudstaden Bern. Barrage d'Émosson ligger 1 872 meter över havet. Den ligger vid sjön Lac de Barberine.
Terrängen runt Barrage d'Émosson är mycket bergig. Närmaste större samhälle är Martigny, 11,5 km öster om Barrage d'Émosson. 
Trakten runt Barrage d'Émosson består i huvudsak av gräsmarker. Runt Barrage d'Émosson är det glesbefolkat, med 13 invånare per kvadratkilometer.